# Batozonellus
Batozonellus ist eine Gattung der Wegwespen (Pompilidae). In Europa tritt nur eine Art, Batozonellus lacerticida (Pallas, 1771), auf.

## Merkmale
Bei den Arten der Gattung Batozonellus handelt es sich um große bis sehr große, schwarze und gelbe Wegwespen. Der Kopf und große Teile des Thorax sind mit zwei Arten von Haaren versehen. Die einen sind kurz, anliegend und seidig, die anderen sind länger und aufgerichtet. Das Propodeum hat neben den langen Haaren auch einen kurzen, wolligen Flaum. Die Facettenaugen sind groß und unten schwach divergierend. Die konvexe Stirnplatte (Clypeus) ist kurz und breit. Das Propodeum ist nach hinten zunehmend gekrümmt. Die Flügel sind gelb. Die Spitze der Vorderflügel hat ein bräunliches Band. Das Flügelmal (Pterostigma) ist ziemlich klein. Die Schienen (Tibien) haben lange Dorne. Bei den Weibchen ist der Tarsalkamm gut ausgebildet. Die Klauen sind langgestreckt und bei den Männchen bifid, bei den Weibchen sind es die der Vorderbeine, die der mittleren und hinteren Beine sind gezähnt.

## Lebensweise
Die Wespen besiedeln vorwiegend offene Lebensräume und Waldränder. Die Weibchen graben ihre Nester im Boden. Die Larven werden mit Spinnen der Familie Araneidae versorgt.

## Belege